# Swobodnoje (Kaliningrad, Prawdinsk)
Swobodnoje (russisch Свободное, deutsch Alsnienen, 1934–1947 auch: Wolmen West) ist ein kleiner Ort in der russischen Oblast Kaliningrad (Gebiet Königsberg (Preußen)) und gehört zur Domnowskoje selskoje posselenije (Landgemeinde Domnowo (Domnau)) im Rajon Prawdinsk (Kreis Friedland (Ostpr.)).

## Geographische Lage
Swobodnoje liegt vier Kilometer nördlich der russisch-polnischen Staatsgrenze und elf Kilometer südlich der Rajonshauptstadt und früheren Kreisstadt Prawdinsk (Friedland). Der kleine Ort ist über die Nebenstraße (ehemalige deutsche Reichsstraße 142) im Abzweig Malinowka (Wolmen (Mitte)) zu erreichen, die Prawdinsk mit dem nicht mehr existenten, im Grenzgebiet gelegenen Ort Schirokoje (Schönbruch) verbindet und vor 1945 bis nach Bartenstein (heute polnisch: Bartoszyce) weiterführte. Die nächste Bahnstation war vor 1945 Preußisch Wilten (heute russisch: Snamenskoje) und lag an der Bahnstrecke von Königsberg (heute russisch: Kaliningrad) nach Heilsberg (heute polnisch: Lidzbark Warmiński), die nicht mehr in Betrieb ist.

## Geschichte
Das einst Alsnienen genannte und zu Wicken (russisch: Klimowka) gehörige Vorwerk schloss sich am 2. August 1923 mit den Vorwerken Klein Sporwitten (1934–1947 auch: Wolmen Ost, russisch: Wostotschnoje) und Wolmen (1934–1947 auch: Wolmen Mitte, russisch: Malinowka) zur neuen Landgemeinde Wolmen zusammen. Sie war in den Amtsbezirk Deutsch Wilten eingegliedert, der zum Kreis Friedland, ab 1927 Landkreis Bartenstein (Ostpr.) im Regierungsbezirk Königsberg der preußischen Provinz Ostpreußen gehörte.
Im Jahre 1945 kam Alsnienen resp. Wolmen West mit dem nördlichen Ostpreußen zur Sowjetunion und erhielt 1947 die Bezeichnung „Swobodnoje“. Bis zum Jahre 2009 war der Ort in den Domnowski sowjet (Dorfsowjet Domnowo (Domnau)) eingegliedert und ist seither aufgrund einer Struktur- und Verwaltungsreform eine als „Siedlung“ (russisch: possjolok) eingestufte Ortschaft innerhalb der Domnowskoje selskoje posselenije (Landgemeinde Domnowo) im Rajon Prawdinsk der Oblast Kaliningrad.

## Kirche
Die fast ausnahmslos evangelische Bevölkerung Alsnienens war vor 1945 in das Kirchspiel Deutsch Wilten (russisch: Jermakowo) eingepfarrt und gehörte zum Kirchenkreis Friedland (heute russisch: Prawdinsk), später zum Kirchenkreis Bartenstein (heute polnisch: Bartoszyce) in der Kirchenprovinz Ostpreußen der Kirche der Altpreußischen Union.
Heute liegt Swobodnoje im Einzugsbereich der Kirchengemeinde Domnowo (Domnau), einer Filialgemeinde der Auferstehungskirche in Kaliningrad (Königsberg), die zur Propstei Kaliningrad der Evangelisch-Lutherischen Kirche Europäisches Russland (ELKER) gehört.